# Campana de Dolores

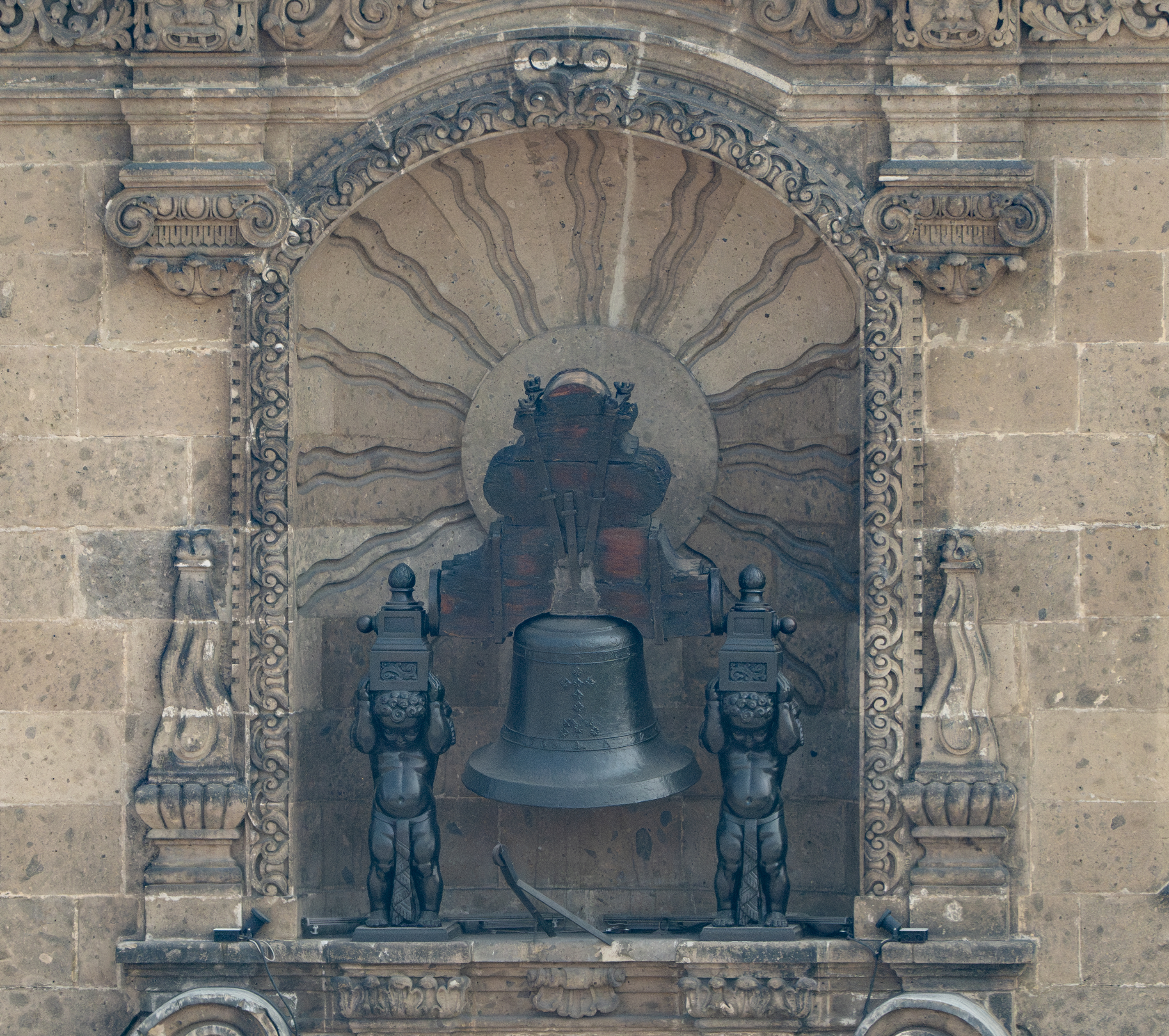
La campana en la fachada de Palacio Nacional

La  Campana de Dolores es la campana que, según la tradición, se tocó en la madrugada del 16 de septiembre de 1810 en la localidad de Dolores, Guanajuato, México, hoy municipio de Dolores Hidalgo C.I.N. (Cuna de la Independencia Nacional), llamando a la población a rebelarse en contra de las autoridades del Virreinato de Nueva España. La arenga fue hecha por el cura párroco Miguel Hidalgo y Costilla, junto con Ignacio Allende y Juan Aldama. Este hecho histórico es conocido como el Grito de Dolores. Cada día 15 de septiembre, el presidente de la República de México toca la campana conmemorando ese llamado. Hoy está ubicada sobre el balcón central del Palacio Nacional, en la Ciudad de México.

## Historia

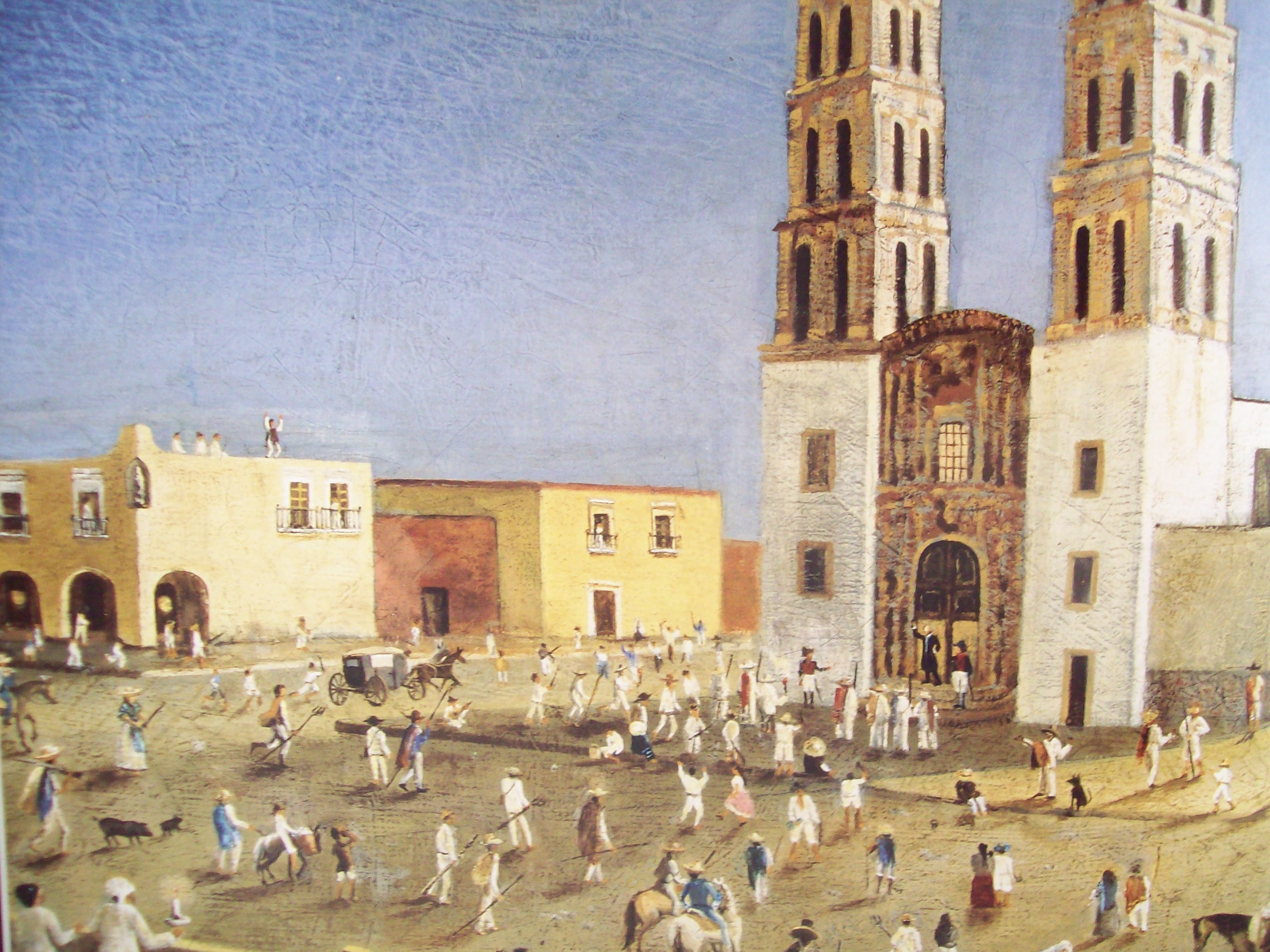
Miguel Hidalgo llama a la rebelión. Óleo sobre tela del, J.J. del Moral.

La campana fue  una  fundida el 28 de julio de 1768 y se le dio por nombre Esquilón San José por ser patrono de toda la Nueva España. Se le destinó al campanario oriental del curato del pueblo de Dolores. Está fundida en bronce; mide 1.77 metros desde la orilla de la boca hasta la parte superior del contrapeso, y 1.09 metros de diámetro. Tiene 11 centímetros de espesor.
En 1896, el presidente Porfirio Díaz, a iniciativa de Guillermo Vayetoo, regidor de festividades del Ayuntamiento de México, así como del periodista Gabriel Villanueva, ordenó traerla a la capital del país, para lo cual fue retirada del campanario el 28 de julio. Los generales Sóstenes Rocha e Ignacio Salas se encargaron del traslado de la reliquia. El 14 de septiembre fue colocada sobre el balcón central del Palacio Nacional, y el 15 se inició la tradición de que el jefe de Estado en turno la haga sonar.

## Réplicas de la Campana y Años posteriores
El 15 de septiembre de 1960, para la Conmemoración del 150 Aniversario del Grito de Independencia y 50 de Inicio de la Revolución Mexicana, el presidente de la República Adolfo López Mateos, ordena sean fundidas 32 copias idénticas a la Campana de Dolores y sean colocadas en las capitales de los Estados y Territorios del país. Se destinó una de manera especial al campanario de la Parroquia de Dolores Hidalgo. Años después el gobierno de la república envió a Piedras Negras ,Coahuila una replica más de la campana original convirtiendo a dicha ciudad como la única ciudad no capital ni cuna de la independencia con una replica exacta de la campana original.
Correspondió al Primer Mandatario tañer por primera vez ésta Campana al dar el Grito Libertario en esta la histórica población.
En 1985, con motivo del 175 aniversario de la Independencia, la campana original fue bajada para una gira por todo el país, junto con ejemplares de la bandera nacional y de la  Constitución.

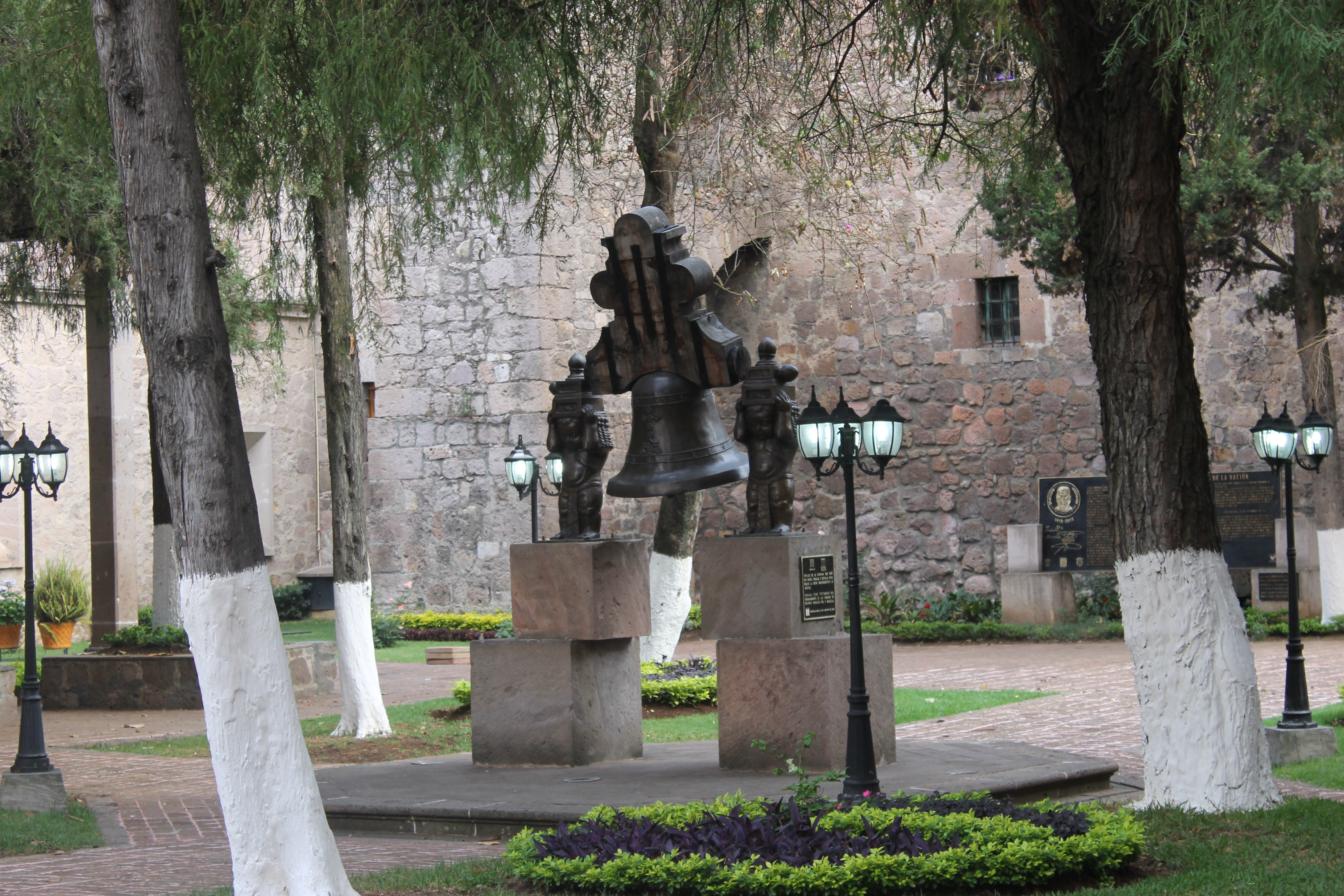
Réplica de la Campana de Dolores Hidalgo en el Museo-Casa Natal de Morelos, donada a la ciudad de Morelia, Michoacán.

## Significado

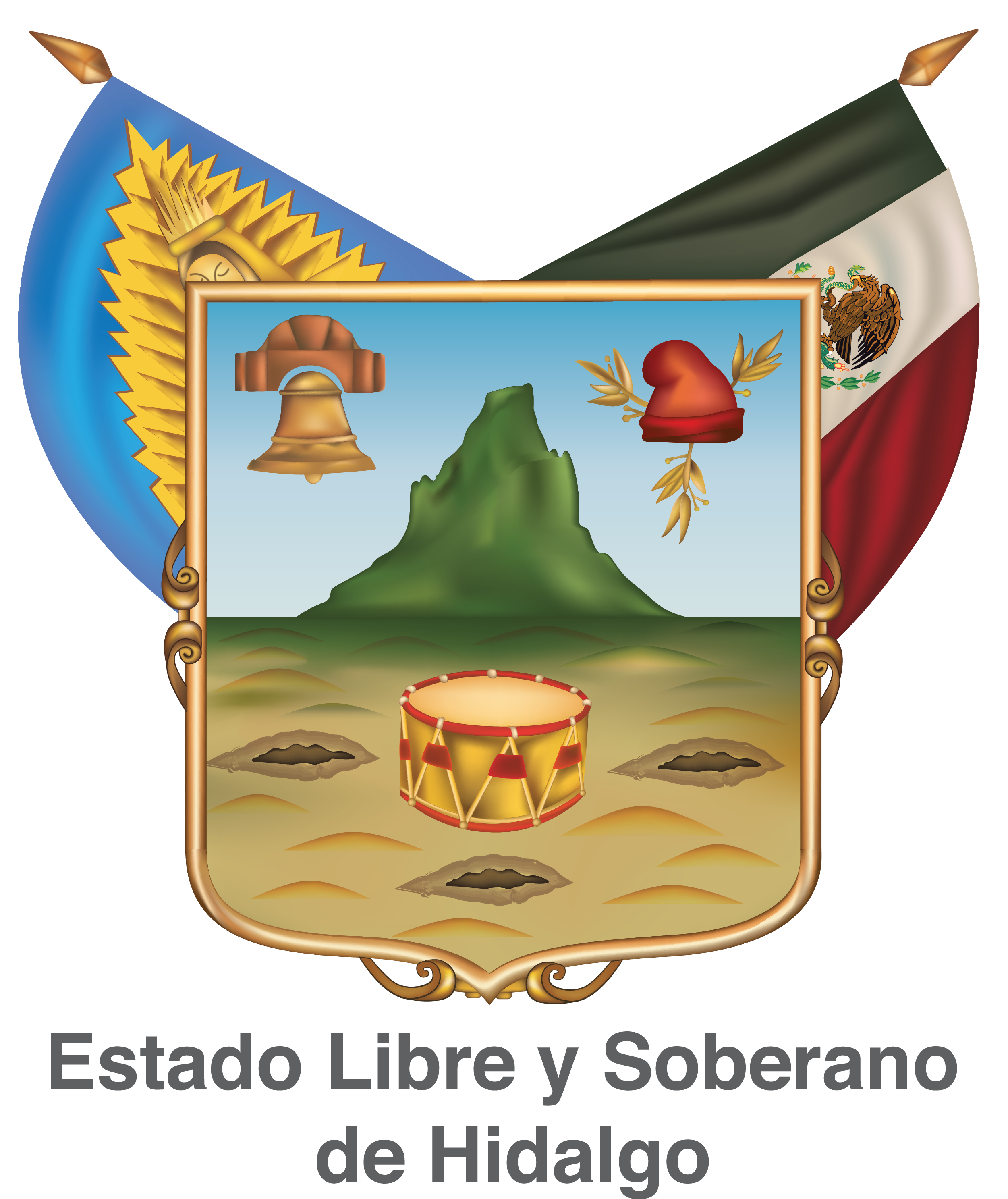
Escudo del estado de Hidalgo, en donde se encuentra la campana.

La Campana de Dolores es uno de los símbolos patrios más reconocidos como icono de la Independencia, junto con el la escultura del  ángel en el Paseo de la Reforma. Es el símbolo de las estaciones Insurgentes tanto del  Sistema de Transporte Colectivo-Metro como del  Metrobús. También es un elemento en el escudo del estado de Hidalgo, donde simboliza, junto con la bandera guadalupana; al mismo movimiento de Independencia.